# Schornsteinsegler
Der Schornsteinsegler (Chaetura pelagica) ist ein amerikanischer Seglervogel.

## Merkmale
Der 13 cm lange  Schornsteinsegler hat ein graubraunes Gefieder, das auf der Oberseite dunkler als auf der Unterseite gefärbt ist. Er besitzt lange, schlanke Flügel und einen kurzen und stumpfen Schwanz.

## Verbreitung
Der Vogel brütet im östlichen Nordamerika vom südlichen Kanada bis Florida und zieht zum Überwintern bis ins obere Amazonasbecken im östlichen Peru.

## Verhalten
Der Schornsteinsegler jagt gewöhnlich am Tag  über offenen Gebieten nach Fluginsekten und sucht abends Ruheplätze auf, wo sich häufig eine größere Zahl der geselligen Vögel zusammenfindet.

## Brutbiologie

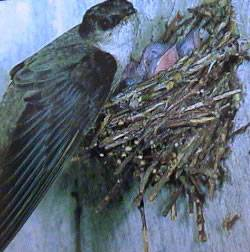
Nest

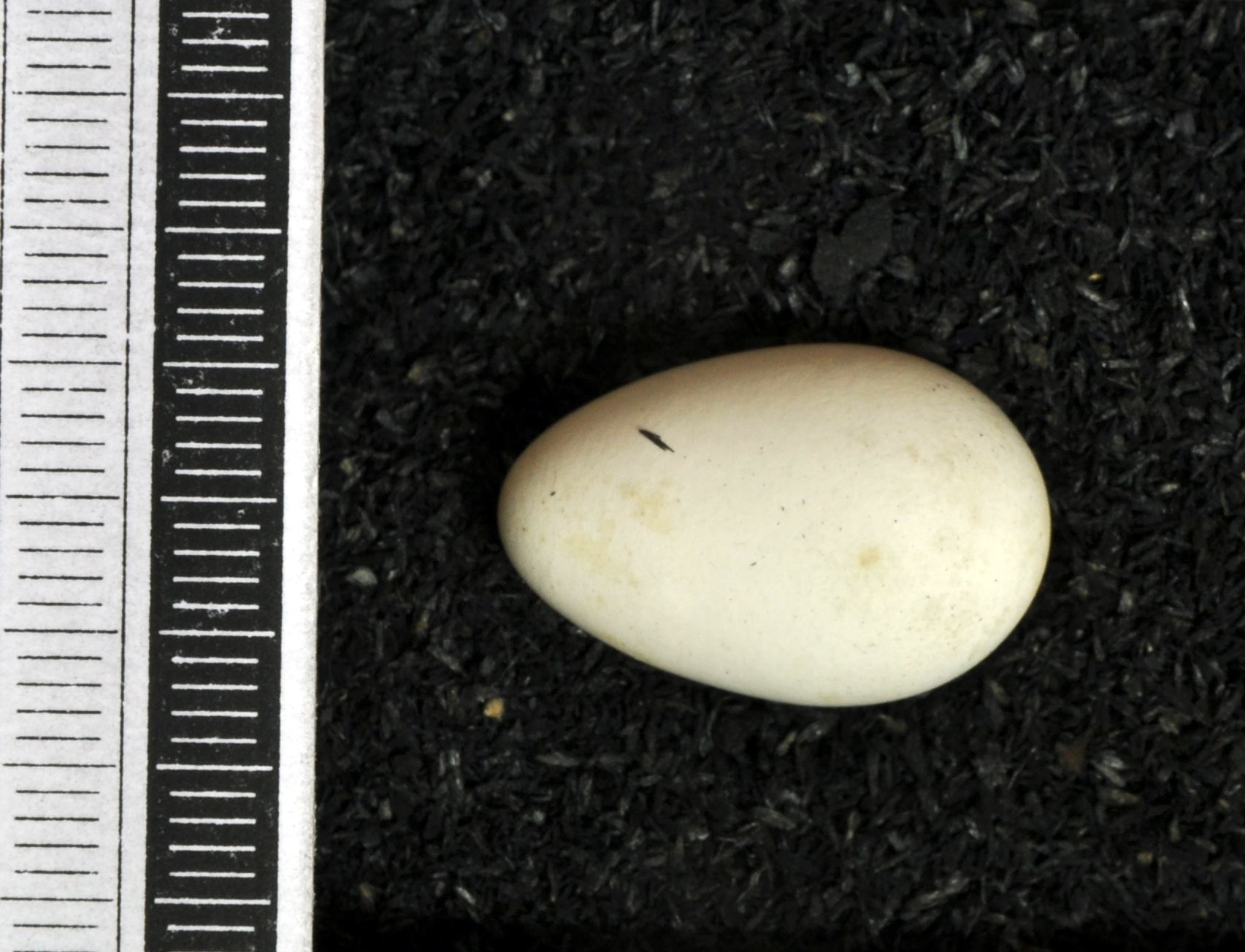
Ei, Sammlung Museum Wiesbaden

Während früher der Vogel  in Baumhöhlen und Felsspalten genistet hat, brütet er heute häufig  in offenen Kaminen.
Das mit Speichel zusammengeklebte Halbschalennest wird aus kleinen Zweigen und anderem Pflanzenmaterial, wie etwa Strohhalmen, gebaut und an schattigen Plätzen an der Wand befestigt.
Die ein bis fünf Eier werden von beiden Elternvögeln etwa drei Wochen lang abwechselnd bebrütet.
Nichtbrütende Altvögel helfen oft beim Füttern der Jungvögel.